# Рождество (остров, Тасмания)
Остров Рождество или Коледен остров (на английски: Christmas Island) е остров и резерват в Югоизточна Австралия, част от групата на Новогодишните острови.

## География
Островът заема площ от 63,49 ha. Намира се северозападно от остров Тасмания и западно от пролива Бас. Според Международната хидрографска организация границата между Баст и Големия австралийски залив преминава през най-големия от Новогодишните острови Кинг, остров Рождество се намира в Големия австралийски залив. Островът е част от Орнитологично важната зона „Остров Кинг“, заради важността си за гнездене на различни видове птици.

## Фауна
Типични представители на орнитофауната са малък пингвин (Eudyptula minor), оранжевокоремно треварче (Neophema chrysogaster), самодивска рибарка (Sternula nereis), Puffinus tenuirostris, Larus pacificus, Chroicocephalus novaehollandiae, Haematopus fuliginosus, Haematopus longirostris, Phalacrocorax fuscescens. От влечугите са разпространени гущери и змии, най-характерен представител е Notechis scutatus. На острова се срещат и мишки.